# USS Forrest (DD-461)
 (décembre 2023).
Si vous disposez d'ouvrages ou d'articles de référence ou si vous connaissez des sites web de qualité traitant du thème abordé ici, merci de compléter l'article en donnant les références utiles à sa vérifiabilité et en les liant à la section « Notes et références ».
L'USS Forrest (DD-461/DMS-24) est un destroyer de classe Gleaves en service dans la Marine des États-Unis pendant la Seconde Guerre mondiale. Il fut le seul navire nommé en l'honneur du lieutenant Dulany Forrest (en), un officier de l'US Navy ayant participé à la guerre anglo-américaine de 1812.
Sa quille est posée le 6 janvier 1941 au chantier naval Boston Navy Yard, dans le Massachusetts. Il est lancé le 14 juin 1941, parrainé par Miss Eileen F. Thomson (arrière-petite-nièce du lieutenant Forrest), et mis en service le 13 janvier 1942 sous le commandement du lieutenant commander M. Van Metre. Il fut reclassé DMS-24 le 15 novembre 1944.

## Historique de service

### 1942, dont l’opération Torch
Le 15 juin 1942, le Forrest quitte Boston pour NS Argentia, Terre-Neuve, en renfort à l’escorte du porte-avions Ranger. Il regagne Newport avec cette escorte le 22 juin. Le 1er juillet, le Forrest se joint au groupe Ranger pour gagner la côte de l’Afrique de l’Ouest, où le porte-avion sert de plateforme de lancement d’avions pour la base d’Accra, qui est en développement. De retour à Norfolk le 5 août, le Forrest participe aux opérations d’entraînement, aux recherches de sous-marins et aux opérations d’escorte côtière jusqu’au 21 octobre, date de son arrivée aux Bermudes où il rejoint le groupe Ranger pour l’invasion de l’Afrique du Nord. Le Forrest surveille les opérations aériennes en gérant les atterrissages à Safi, à Casablanca, et à Fedhala du 8 au 12 novembre, puis il participe à une patrouille contre les sous-marins en prévision d’un convoi entrant qui durera jusqu’au 18 novembre. Le Forrest escorte ensuite un convoi jusqu’au large de Norfolk, puis retourne aux Bermudes à la rencontre du croiseur Augusta en compagnie duquel il regagne Norfolk le 30 novembre.

### 1943
Du 2 décembre 1942 au 27 mars 1943, le Forrest traverse deux fois l’Océan Atlantique en escorte du Ranger jusqu’à un point de lancement océanique au large de Casablanca tout en agissant comme escorte sur les côtes et dans le Golfe du Mexique. Après un entraînement à Casco Bay, ME, il rejoint le groupe du Ranger pour une mission de patrouille au large d'Argentia, à Terre-Neuve, du 17 mai au 24 juillet, puis effectue un ravitaillement à Boston pour la traversée jusqu'à Scapa Flow, aux îles Orkney. À partir de cette base de la British Home Fleet, le groupe du Ranger effectue des patrouilles à la recherche des forces navales de l'Allemagne, puis le 4 octobre, effectue une frappe couronnée de succès contre les installations d'expédition et de débarquement à Bodø, en Norvège. En octobre, il met le cap vers le Sud pour se joindre à l'escorte d'un porte-avions anglais reliant la mer Méditerranée à Scapa Flow. En novembre, elle participe à un groupe expéditionnaire combiné en patrouille de la côte nord-ouest de la Norvège pour la protection d'un convoi vers la Russie.

## Décorations
Le Forrest a reçu six Battles star pour son service dans la Seconde Guerre mondiale.

## Commandement
- Lieutenant commander Merle van Metre du 13 janvier 1942 au 12 mars 1943.
- Commander Kenneth Pearle Letts du 12 mars 1943 au 11 novembre 1944.
- Lieutenant commander Sanford Elza Woodard du 11 novembre 1944 au 17 novembre 1945.